# Histoire des îles Baléares

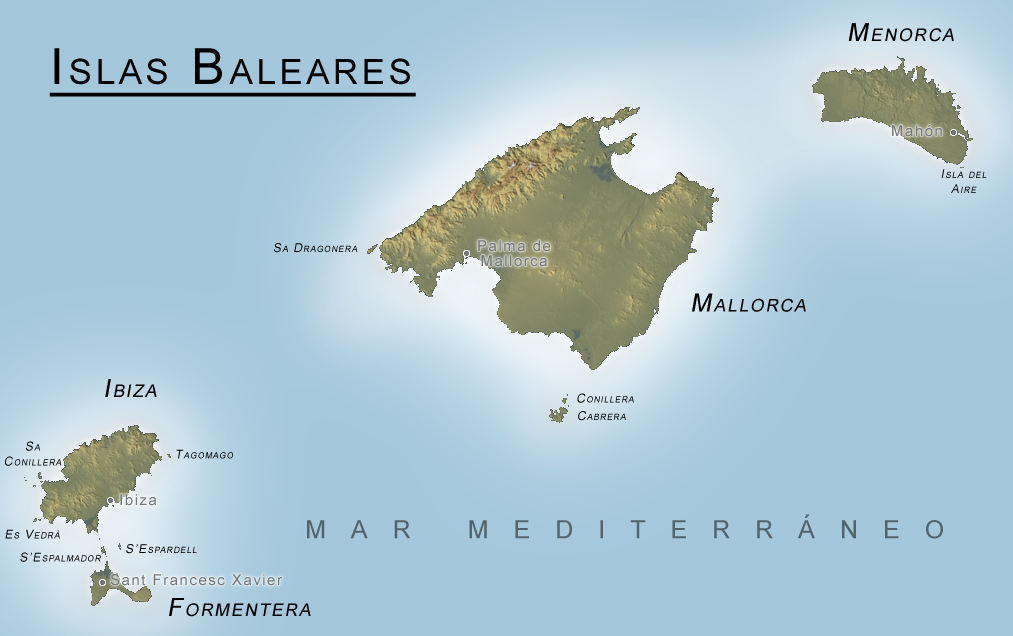
Carte des îles Baléares.

Les îles Baléares sont un archipel de la Méditerranée occidentale, situé à l'est de la Communauté valencienne, au sud de la Catalogne et du golfe du Lion, à l'ouest de la Sardaigne et au nord de l'Algérie, composé d'Est en Ouest de Minorque, Majorque et de l'archipel des Pityuses - Ibiza et Formentera.
Habitées dès la Préhistoire, elles sont successivement grecques, phéniciennes, puniques, romaines, vandales, byzantines, maures, catalano-aragonaise, indépendantes, puis finalement rattachées à la couronne d'Espagne. Elles forment aujourd'hui une communauté autonome.

## Étymologie
Le nom des îles Baléares provient du grec Βαλλιαρεῖς, nom sous lequel elles sont connues depuis l'Antiquité classique. Selon les auteurs romains et grecs, le nom aurait dérivé de l'habileté de son peuple en tant que « lanceurs » (βαλεαρεῖς baleareis, de βάλλειν ballein, « lancer » : leurs guerriers étaient réputés comme frondeurs).
Strabon considérait que l'origine du nom était phénicienne et proviendrait du pluriel balé yaroh signifiant « ceux qui exerçaient le métier de lancer des pierres » : les frondeurs des Baléares.
La racine phénicienne bal pourrait possiblement indiquer que les îles aient été consacrées au dieu Baal ; la similitude de la racine grecque ΒΑΛ et la profession des gens pourrait être les fondations de l'assimilation de cette désignation au grec.
Le nom grec initial donné aux îles de Majorque et de Minorque était Hoïrades. Les grecs traduisent ensuite le terme Baléares (βαλεαρεῖς), des Phéniciens ou des Carthaginois, en Γυμνησίαι : Gymnesiae, les « îles Gymnésies » (dénudées).
En revanche, les Carthaginois et les Romains réservèrent la dénomination de Baléares pour Minorque et Majorque. Eivissa et Formentera furent appelées Pityuses, du mot pinus, le pin, dont ces îles étaient par endroit couvertes.

## Préhistoire

### Premiers peuplements
Au IIIe millénaire av. J.-C., des populations de la culture campaniforme, portant une proportion d'ascendance steppique, arrivées dans la péninsule Ibérique, occupent également les îles Baléares[source insuffisante].
Entre 2 500 et 850 avant J.C., les habitants sont rassemblés en villages et vivent de l'agriculture et de l'élevage. Le village de Ses Païsses, à Majorque, en garde la trace. C'est l'époque des sépultures mégalithiques et des rituels religieux autour de tumulus mortuaires formés de pierres gigantesques, les navetas, dont la plus célèbre est la Naveta d'Es Tudons, à Minorque.

### La culture naviforme, 1500 avant J.C.

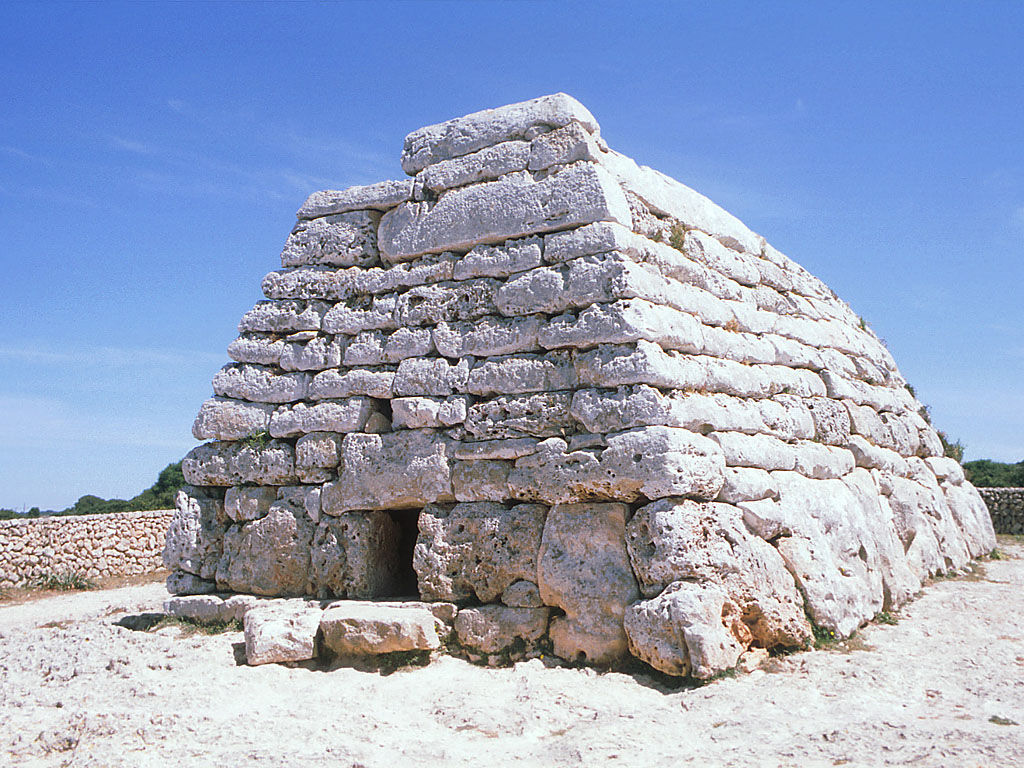
Naveta d'Es Tudons.

Les constructions cyclopéennes se développent pendant cette période. Les Navetas, en forme de nefs inversées, sont agrandies d'une antichambre puis d'un second étage. Leur dimension typique serait de huit mètres de haut pour 15 à 20 m de large, auquel il faut retrancher des murs en pierre de taille (assemblées sans mortiers) de près de deux mètres.

### La culture talayotique, 900 avant J.C.

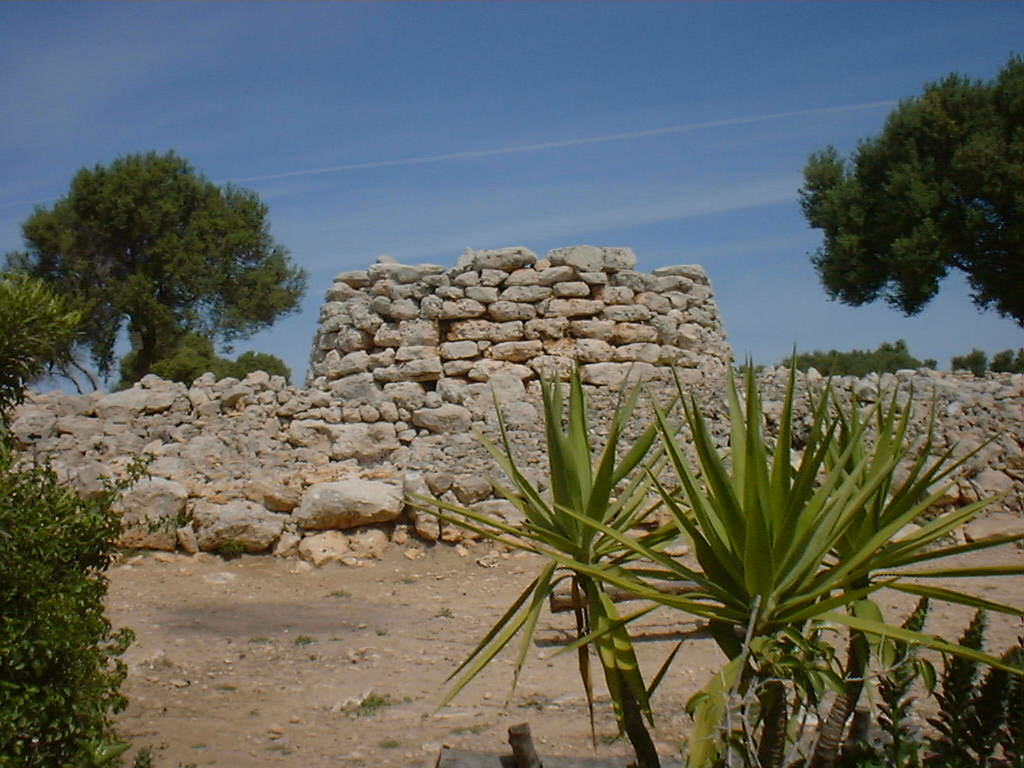
Talayot à Majorque.

La culture talayotique se développe à l'âge de bronze et du fer dans les îles Baléares. Vers 900 avant J.C. les îles Baléares subissent l'invasion des peuples talayotiques, qui domineront les îles jusqu'à la conquête romaine. C'est l'époque de la civilisation mégalithe, où les talayots, la masse minorquine et les navetas se développent.
Un talayot est une structure préhistorique en forme de tour, construite en pierre de grande dimension disposées sans mortier, de 3 à 10 m d'altitude. Elles sont propres à la culture guerrière des îles de Majorque et Minorque. On interprète ces constructions comme des structures défensives, mais certains, par leur emplacement et structure se veulent aussi la représentation monumentale et symbolique d'une élite. C'est le cas par exemple du grand talayot ouest de Cornia Nou, qui présente sur le flanc sud une large ouverture découverte.

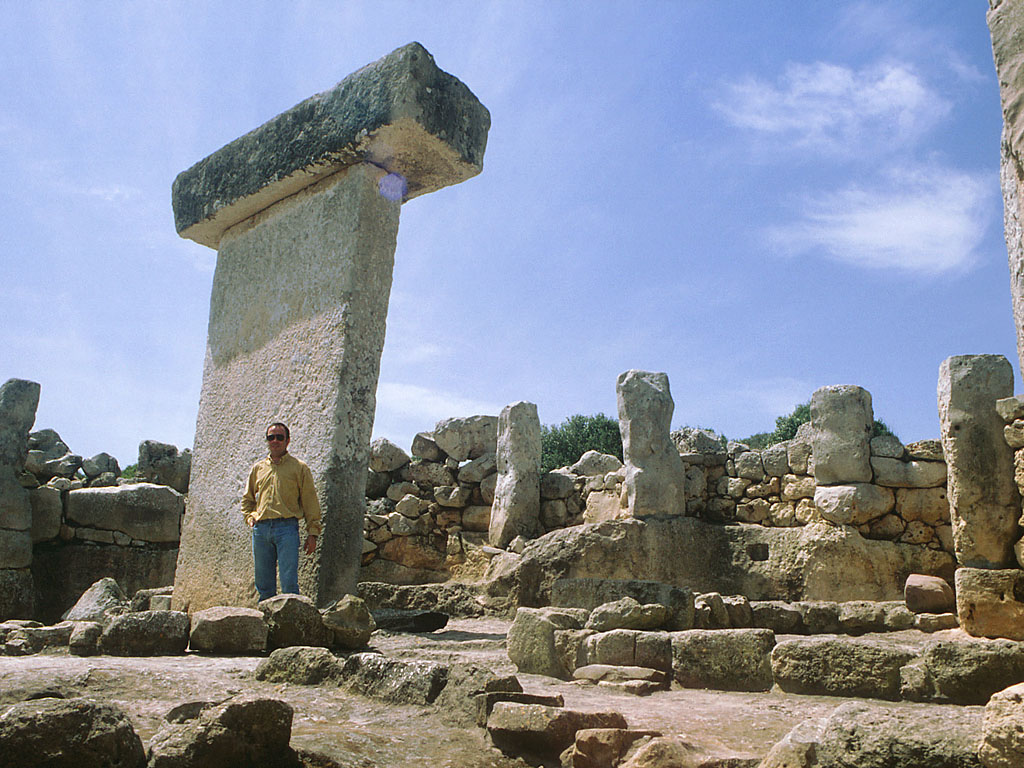
Taula de Torralba de Salord, Minorque.

Une taula, du catalan, table, et un mégalithe en forme de "T" typique de Minorque. Ils peuvent mesurer jusqu'à 3,7 m de haut et sont constituées d'un pilier vertical (orthostate, ou plusieurs pierres placées l'une au-dessus de l'autre) et d'une pierre horizontale qui le chapeaute.
Le débat est en cours pour distinguer les différences influences entre les constructions mégalithes, les navitas autochtones et les nuraghe de Sardaigne.[pas clair]
À Majorque, sont recensés 267 talayots, 25 taulas, 64 navetas et 691 restes divers, pratiquement tous dans la moitié sud de l'île.
Les préhistoriens estiment qu'Ibiza est peuplée par des populations venues de la péninsule Ibérique au quatrième siècle avant J.C.

## Antiquité

### Comptoirs grecs et phéniciens, 654 avant J.C.

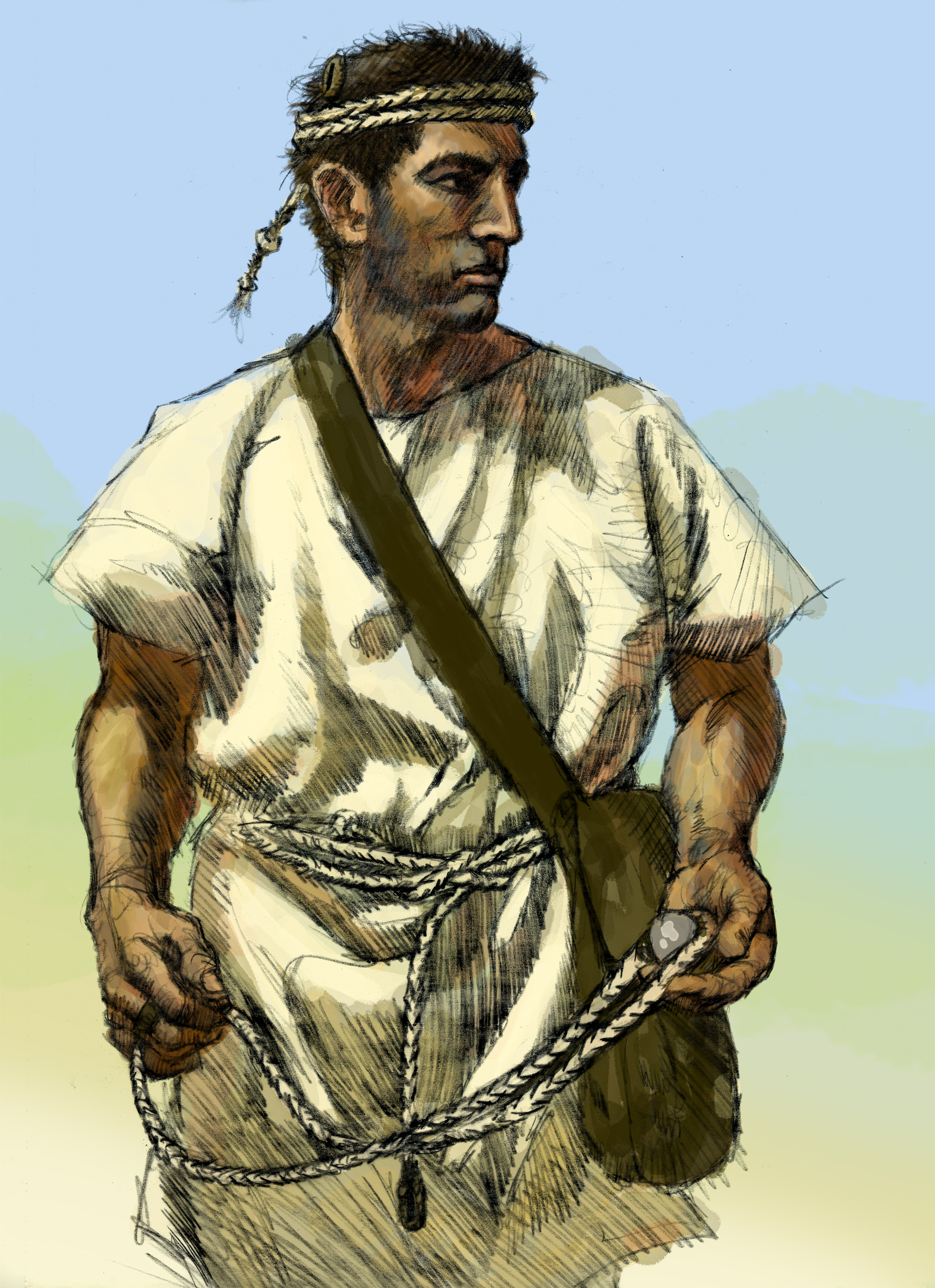
Reconstitution d'un frondeur des Baléares.

Des auteurs classiques comme Pline l'Ancien, Strabon ou Diodore de Sicile mentionnent les Baléares. Mais c'est dans la narration de Lycophron, dans son poème hermétique Alexandra (vers 633-641), quand il parle des fugitives de la guerre de Troie qui arrivèrent aux Baléares (appelées les Gymnésies, l'île des hommes nus étymologiquement), que cette description est donnée :
Après avoir navigué comme des crabes sur les rochers des Gymnésies entourés par la mer, elles ont traîné leurs existences recouvertes de peaux de bêtes, sans robes, pieds nus, armées de trois frondes de double corde. Et les mères montraient à leurs petits enfants, affamés, l'art de tirer ; car aucune d'entre eux ne connaitrait le goût du pain dans sa bouche tant qu'il n'aurait pas réussi à atteindre, avec une pierre, le morceau posé sur un bâton qui servait de cible. 
Les Phéniciens s'établissent à Ibiza au VIIIe siècle av. J.-C.  La ville Ibiza, fondée en 654 avant J.C. devient grâce à sa situation stratégique le nœud des routes de commerce de la Méditerranée occidentale.[réf. nécessaire] À la fin de la deuxième guerre punique, l'île ravitaille le général carthaginois Mago. La nécropole punique de Puig des Molins, à proximité d'Ibiza, compte près de cinq mille tombes, et est aujourd'hui l'une des mieux conservées au monde. Elle est classée depuis 1999 au Patrimoine Mondial de l'Humanité.
Les Phéniciens naviguent abondamment entre Ibiza et Majorque, où se trouvent notamment le port naturel de Santa Ponsa et de Sa Caleta de Santa Ponsa. Ceux-ci établissent les sites du Puig de sa Morisca, près de Santa Ponsa, d'Es Trenc, où ils exploitent les salines et de Colonia Sant Jordi.

### Province romaine, 123 avant J.C.
À la fin des guerres puniques, les Romains tentent de soumettre Majorque à plusieurs reprises mais échouent jusqu'en 123 avant J.C., lorsque les troupes de Quintus Caecilius Metellus Baliaricus, ou "Quintus Metellus", consul de Rome, dit "le Baléare" réussissent la conquête de l'île. Trois mille colons s'établissent alors dans les cités nouvelles, notamment de Palma et de Pollentia (actuellement Alcudia).
Douze années plus tard, les troupes de frondeurs des Baléares sont intégrées à l'armée régulière romaine et déployées sur le front africain, traduisant leur rapide intégration au monde romain.
Au IVe siècle, l'empereur Théodose Ier unit les iles Pityuses aux  iles de Gymésies (Majorque et Minorque) pour former la province romaine des Baléares.

## Moyen Âge

### Conquête vandale, 476-534
Avec la chute de la Rome antique, les îles de la Méditerranée occidentale tombent aux mains des Vandales, qui établissent pour un demi-siècle leur pouvoir jusqu'au nord de l'Afrique, dans l'Atlas tellien.

### Conquête byzantine, 534-902
En  534, sous le règne de l'empereur Justinien, le général Bélisaire reprend aux vandales les îles Baléares, qui deviennent pour trois siècles et demi une partie de l'Espagne byzantine.

## Conquête maure, 902-1229
Débutée en 902, la possession maure des îles Baléares par les Omeyyades musulmans dure jusqu'en 1126 lorsqu'ils sont remplacés par la dynastie des Almoravides. Ces derniers les gardent jusqu'en 1203. Ensuite, le pouvoir musulman se fragmente en petits émirats appelés taïfas, qui durent jusqu'en septembre 1229, date de la chute de Palma aux mains des royaumes chrétiens d'Espagne.

## Reconquête et rattachement à la couronne d'Espagne, 1229-1716
À partir de la conquête de Majorque en 1229, les Baléares sont rattachées à la couronne d'Aragon dans le cadre de la Reconquista entre 1229 (débarquement à Santa Ponsa du roi Jacques Ier) et 1287 (prise de Minorque par le roi Pierre III d'Aragon). Il exista entre 1276 et 1349 un royaume de Majorque indépendant, aux mains d'une branche cadette des rois d'Aragon, qui fut annexé par la couronne d'Aragon. Ce royaume de Majorque prend fin politiquement en 1349 (juridiquement, en 1716), pour être définitivement rattaché à la couronne d'Espagne.

## Époque contemporaine, 1716 à nos jours
L'Histoire des îles Baléares épouse celle de l'Espagne.
Minorque est disputée longuement par la France, par l'Angleterre et par l'Espagne. Elle revient à cette dernière en 1802, avec le traité d'Amiens.
Durant la conquête de l'Algérie, Mahon, à Minorque sert de base arrière, notamment sanitaire et médicale, aux troupes françaises.
Minorque s'attache à la cause républicaine, lors de la guerre civile d'Espagne, tandis que Majorque et Ibiza soutiennent les nationalistes.
En 1983, les îles forment l'une des communautés autonomes espagnoles.

## L'analyse historique des îles Baléares
Les Historiens, notamment français, s'intéressent très tôt aux Baléares. Dès 1643, Pierre d'Ativy donne quelques informations sur le royaume de Majorque, dans Le monde, ou la description générale de ses quatre parties. En 1680, l'historien Jean de la Chapelle relate la vie de Marie d'Anjou Reyne de Mayorque.
De manière plus ample, en 1777, Vaquette d'Hermilly diffuse son Histoire du royaume de Majorque avec ses annexes, premier ouvrage en français offrant une description complète de l'île.
Puis les travaux des Historiens sont relayés par ceux des premiers voyageurs. En 1839, l'artiste Jean-Joseph Bonaventure Laurens publie Souvenirs d'un voyage d'art à l'île de Majorque, qui marquera une référence dans la connaissance française de cette île. En 1866, Charles de Tourtoulon s'intéresse à l'Histoire, avec Les français aux expéditions de Mayorque et de Valence. En 1877, Louis-Salvador de Habsbourg-Lorraine livre au public son magistral travail sur les Baléares, lequel contribue sensiblement à la connaissances des îles. En 1892, l'érudit Albert Lecoy de la Marche publie son analyse historique portant sur Les relations politiques de la France avec le royaume de Majorque.